# Stictoptera pernigra
Stictoptera pernigra là một loài bướm đêm trong họ Noctuidae.